# Bagumbayan
Bagumbayan (Bayan ng Bagumbayan) är en kommun i Filippinerna. Kommunen ligger på ön Mindanao, och tillhör provinsen Sultan Kudarat. Folkmängden uppgår till 53 444 invånare.

## Barangayer
Bagumbayan är indelat i 19 barangayer.
| - Bai Sarifinang - Biwang - Busok - Chua - Daguma - Daluga - Kabulanan - Kanulay - Kapaya - Kinayao | - Masiag - Monteverde - Poblacion - Santo Niño - Sison - South Sepaka - Sumilil - Titulok - Tuka |